# Parlatoria vateriae
Parlatoria vateriae är en insektsart som beskrevs av Green 1919. Parlatoria vateriae ingår i släktet Parlatoria och familjen pansarsköldlöss. Inga underarter finns listade i Catalogue of Life.